# Johann Philipp Keßler
Johann Philipp Keßler (* 17. April 1778 in Alzey; † 23. Juni 1858 in Frankfurt am Main) war ein deutscher Kaufmann und Abgeordneter.

## Leben
Keßler lebte als Kaufmann in Frankfurt am Main. Er betrieb Großhandel in Woll- und Baumwollwaren auf dem Liebfrauenberg. Von 1822 bis 1829 war er Mitglied der Frankfurter Handelskammer.
1821, von 1823 bis 1826 und von 1830 bis 1831 war er Mitglied im Gesetzgebenden Körper der Freien Stadt Frankfurt.